# Добринский кантон
Добринский кантон — административно-территориальная единица АССР немцев Поволжья, существовавшая в 1935—1941 годах. Административный центр - с. Нижняя Добринка.
Добринский кантон был образован в 1935 году путём выделения из Каменского кантона.
7 сентября 1941 года в результате ликвидации АССР немцев Поволжья Добринский кантон был передан в Сталинградскую область и преобразован в Нижне-Добринский район.

## Административно-территориальное деление
По состоянию на 1 апреля 1940 года кантон делился на 15 сельсоветов:
- Галкинский,
- Гольштейнский,
- Гебельский,
- Гильдманский,
- Добринский,
- Дрейшпицский,
- Крафтский,
- Келерский,
- Лейхтлингский,
- Мюллерский,
- Мюльбергский,
- Семеновский,
- Швабский,
- Штефанский,
- Щербаковский.